# Vitryskt kallblod
Vitryskt kallblod är en tyngre hästras från Belarus (tidigare Vitryssland) som avlats fram för lättare jordbruksarbete och transport. Rasen är lättare i typen än många andra kallblodshästar och influensen från den norska Dölehästen är tydlig. Det vitryska kallblodet är den vanligaste hästrasen i Belarus och en ny typ utöver de två existerande är under utveckling.

## Historia
Det vitryska kallblodet härstammar från den primitiva och utdöda skogshästen. Skogshästarna utvecklades med hjälp av inhemska hästar och under senare delen av 1800-talet utvecklade man hästarna ytterligare med hjälp av importerade Ardennerhästar, Brabanthästar och speciellt den lite lättare norska Dölehästen.
Hästarna avlades fram väldigt selektivt och man höll strikta registreringar. Stamboken har utgetts i två olika exemplar under åren och det har även avlats fram två olika typer, en  kraftigare och en medelstor häst. Idag är även en tredje typ under utveckling på de två största stuterierna Zereckye och Pobeda. Korsningar mellan de olika typerna och även med några av ursprungsraserna är tillåtna och idag finns nästan 100 000 vitryska kallblod varav cirka 30 000 är helt renrasiga. I stamböckerna finns 135 registrerade avelshingstar och 616 avelsston vilket är ett högt antal för en hästras från en sådan liten hästnation som Belarus.

## Egenskaper
Vitryskt kallblod utvecklades speciellt för att passa jordbruks- och skogsarbete i Belarus. Den lite lättare varianten är väl anpassad för de lite sanka och sandiga skogarna i Belarus. Rasen används även för köttproduktion och mjölkproduktion, ett sto kan producera cirka nio liter mjölk per dygn. Då rasen är ganska lätt har hästarna fått nytt liv som ridhästar både inom och utanför Belarus.
Rasen är en vacker arbetshäst med ett lagom stort huvud med bred panna och en väl musklad hals. Rasen är stark tack vare influensen från Ardennerhästarna men ändå rätt slank och liten i kroppen på grund av Dölehästen. Dölehästen är den ras som mest påverkat rasens utseende. Hovarna och benen är starka och tåliga med minimalt hovskägg som underlättar i de sanka markerna som hästarna jobbar i. Rasen är dessutom sund och lättavlad även om rasen mognar långsamt. Stona kan utan problem bli dräktiga ända tills de är cirka 25 år gamla vilket är ovanligt bland hästar.